# Стежару (Яломіца)
Стежару (рум. Stejaru) — село у повіті Яломіца в Румунії. Входить до складу комуни Перієць.
Село розташоване на відстані 95 км на схід від Бухареста, 6 км на захід від Слобозії, 116 км на північний захід від Констанци, 111 км на південний захід від Галаца.

## Населення
За даними перепису населення 2002 року у селі проживали 416 осіб, усі — румуни. Усі жителі села рідною мовою назвали румунську.